# Paris Métropole Futsal
Paris Métropole Saint-Ouen-sur-Seine est un club français de futsal créé en 2001 et basé à Paris.
L'association connaît plusieurs noms durant son histoire. Fondé sous l’appellation « Issy-les-Moulineaux futsal » en 2001, elle se fait remarquer avec trois finales de Coupe de France consécutives entre 2005 et 2007. Les deux premières sont perdues et la troisième remportée largement. Le Issy futsal est retenu pour intégrer le nouveau Challenge national en 2007. Il le remporte au terme de la saison 2008-2009. Renommé « Paris Métropole futsal », le club prend part au Championnat de France mis en place l'année suivante. Lors des saisons 2010-2011 et 2011-2012, le PMF se hisse chaque fois en finale du championnat et de la Coupe, mais s'incline contre le Sporting Paris. Le club voit ensuite ses résultats chuter jusqu'à descendre en Division 2 en 2014.
Le Paris Métropole disparaît alors, pour laisser placer au Paris Saint-Ouen. Celui-ci prend la suite en D2 mais est relégué en Régional 1 de la Ligue de Paris Île-de-France en 2018. Un an plus tard, le club est aspiré par l'ACCES FC.
Le club est présidé par Jean-Pierre Sabani durant toute son existence, fondateur et joueur le plus capé de son histoire, et évolue dans différents gymnases de Paris Métropole.

## Histoire

### Issy futsal et premiers titres (2001-2009)
L'Issy-les-Moulineaux Futsal est fondé le 31 mars 2001.
Au terme de sa première saison 2001-2002, l'équipe est championne d'Île-de-France et compte dans ses rangs des spécialistes de futsal, mais aussi de nombreux footballeurs des championnats régionaux franciliens. Le club remporte aussi la Coupe régionale contre la section futsal de l'Athletic Club de Boulogne-Billancourt.
Le club se fait connaître sur la scène nationale quelques années plus tard en atteignant la finale de la Coupe de France 2004-2005, perdue contre le Roubaix FA (3-3 tab 2-1).
Lors de la saison suivante, les deux même équipes se retrouvent pour la dernière rencontre de la Coupe nationale. Roubaix l'emporte à nouveau (6-5).
Au terme de l'exercice 2006-2007, le Issy futsal se qualifie pour une troisième finale de Coupe de France consécutive. Après deux échecs, il remporte enfin la compétition en battant largement le FC Erdre-Atlantique (7-0).
Ce titre qualifie le club pour la Coupe d'Europe. Lors du tour préliminaire joué à domicile en août 2007 et malgré une large victoire contre Ararat Nicosie (en) (4-0), le club s'incline face au Municipium (it) (2-3) et est éliminé. Pour cette saison 2007-2008, la FFF met en place un championnat en place, en plus de la Coupe de France. Lors du premier Challenge national, Issy obtient la troisième place de la poule B. L'équipe est décimée par 19 départs avant la fin de la saison.
Pour la saison 2008-2009, Issy remporte son groupe B et se qualifie pour la phase finale qu'il remporte. En finale à Arbent (Ain), Jean-Pierre Sabani et son équipe d'Issy Futsal avec quatre brésiliens battent le Sporting Paris aux allures d'ex-Issy Futsal (2-1). Le club obtient le second titre de son histoire. De plus, cette place en phase régulière permet au club d'être retenu pour intégrer le nouveau format du Championnat de France.

### Paris Métropole et finales (2009-2014)
En 2009, le Paris Métropole est créé par la volonté de son président, Jean-Pierre Sabani. « Nous avions peu de moyens à Issy, explique-t-il. Et comme le maire du XIVe arrondissement (Pascal Cherki, ex-adjoint des sports de la mairie de Paris) est un fan de football, il nous a aidés et nous avons décidé d'installer le club ici ».
Pour la saison 2009-2010, le nouveau Paris Métropole Futsal et connaît un championnat compliqué. L'équipe échoue à la huitième place de la poule B, à seulement huit points de la relégation au niveau régional.
En 2010-2011, Paris Métropole bénéficie d'un budget de 200 000 € provenant uniquement de fonds privés. Cela équivaut à un club de cinquième division en football traditionnel. Après avoir largement remporté le groupe B, il termine finaliste du championnat après avoir écarté le Béthune Futsal en demi-finale (4-0) mais s'être incliné de peu en finale contre le Sporting Paris (9-8 ap). En Coupe de France, les deux clubs parisiens s'affrontent aussi en finale, qui tourne à nouveau à l'avantage des Verts et blancs (2-1).
La saison 2011-2012 est semblable et autant cruelle que la précédente. Le Paris MF arrive premier de sa poule de championnat, devançant d'un point le FC Erdre-Atlantique. En finale, au Palacium de Villeneuve-d'Ascq, le PMF échoue à nouveau face au Sporting (5-4). En Coupe nationale, la même affiche penche encore pour le SC Paris (6-4). Le Paris Métropole perd quatre finale en deux ans, toutes contre le Sporting Paris.
Lors du championnat 2012-2013, l'équipe termine quatrième du groupe B. Cette place lui permet de se maintenir pour la Division 1 mise en place la saison suivante par la FFF.
Pour la nouvelle D1 2013-2014, l'équipe termine dernière de la poule unique et est reléguée en Division 2. Le club est radié de la Fédération française de football le 24 juillet 2014 et l'association est dissoute.

### Paris Saint-Ouen et relégation (2014-2020)
En D2 2014-2015, le « Paris Métropole Saint-Ouen-sur-Seine » prend la continuité sportive du Paris Métropole Futsal. L'équipe obtient la sixième place du groupe B.
Lors de la saison 2015-2016, Paris Saint-Ouen améliore de peu son résultat avec une cinquième place de la même poule.
L'exercice 2016-2017 voit le PSO terminer barragiste pour la relégation en Régional 1. L'équipe parvient à se maintenir.
L'année suivante, le club est relégué au niveau régional.
Pour la saison 2019-2020, le PMF fusionne avec l'ACCES FC pour donner l'« ACCS futsal club Paris VA 92 ».

## Identité et image

### Structure du club
Le Paris Métropole Saint-Ouen-sur-Seine est affilié à la Fédération française de football, qui régit le futsal en France, sous le numéro 580841. Le club réfère à ses antennes délocalisées : la Ligue régionale de Paris Île-de-France et le District départemental des Hauts-de-Seine. La couleur des maillots du club est rouge.
Auparavant, le Paris Métropole a pour couleur le bleu et le orange. En 2012-2013, le club loue le Palais des Sports d'Élancourt (2000 places) afin d'avoir une salle susceptible d'attirer les caméras de télévision.

### Logos

Logo d'Issy futsal
Logo du Paris Métropole

## Palmarès

### Titres et trophées
Le club est finaliste du Championnat de France de futsal en 2011 et 2012, ainsi que finaliste de la Coupe de France de futsal les deux mêmes années.
- Championnat de France (1)
  - Champion : 2009
  - Vice-champion : 2011 et 2012

- Coupe de France (1)
  - Vainqueur : 2007
  - Finaliste : 2005, 2006, 2011 et 2012

### Bilan par saison
| Saison           | Championnat               | Championnat | Championnat | Championnat | Championnat | Championnat | Championnat | Championnat | Championnat | Championnat | Championnat  | Coupe de France  | Coupe d'Europe         | Entraîneur         |
| Saison           | Division                  | Class.      | Pts         | M           | V           | N           | D           | Bp          | Bc          | Diff.       | Phase finale | Coupe de France  | Coupe d'Europe         | Entraîneur         |
| Issy futsal      | Issy futsal               | Issy futsal | Issy futsal | Issy futsal | Issy futsal | Issy futsal | Issy futsal | Issy futsal | Issy futsal | Issy futsal | Issy futsal  | Issy futsal      | Issy futsal            | Issy futsal        |
| ---------------- | ------------------------- | ----------- | ----------- | ----------- | ----------- | ----------- | ----------- | ----------- | ----------- | ----------- | ------------ | ---------------- | ---------------------- | ------------------ |
| 2001-2002        |                           |             |             |             |             |             |             |             |             |             |              |                  | France non-représentée | Jean-Pierre Sabani |
| 2002-2003        |                           |             |             |             |             |             |             |             |             |             |              |                  | France non-représentée |                    |
| 2003-2004        |                           |             |             |             |             |             |             |             |             |             |              |                  | France non-représentée |                    |
| 2004-2005        |                           |             |             |             |             |             |             |             |             |             |              | Finaliste        | France non-représentée |                    |
| 2005-2006        |                           |             |             |             |             |             |             |             |             |             |              | Finaliste        | -                      |                    |
| 2006-2007        |                           |             |             |             |             |             |             |             |             |             |              | Vainqueur        | -                      |                    |
| 2007-2008        | Challenge national grp. B | 3e/9        | 24 pts      | 8           | 5           | 1           | 2           | 39          | 30          | +9          |              |                  | tour prélim.           |                    |
| 2008-2009        | Challenge national grp. B | 1er/6       | 20 pts      | 5           | 5           | 0           | 0           | 29          | 10          | +19         | Champion     | finale à 8       | -                      |                    |
| Paris Métropole  |                           |             |             |             |             |             |             |             |             |             |              |                  |                        |                    |
| 2009-2010        | Championnat France grp. A | 8e/12       | 49 pts      | 22          | 8           | 3           | 11          | 79          | 108         | -29         | -            |                  | -                      |                    |
| 2010-2011        | Championnat France grp. B | 1er/12      | 86 pts      | 22          | 21          | 1           | 0           | 162         | 54          | +108        | Finaliste    | Finaliste        | -                      | Marcelo Serpa      |
| 2011-2012        | Championnat France grp. B | 1er/14      | 98 pts      | 26          | 24          | 0           | 2           | 188         | 64          | +124        | Finaliste    | Finaliste        | -                      | Marcelo Serpa      |
| 2012-2013        | Championnat France grp. B | 4e/12       | 65 pts      | 22          | 14          | 1           | 7           | 75          | 64          | +11         | -            |                  | -                      |                    |
| 2013-2014        | Division 1                | 13e/13      | 37 pts      | 24          | 3           | 4           | 17          | 57          | 137         | -80         | -            | 16e de finale    | -                      |                    |
| Paris Saint-Ouen |                           |             |             |             |             |             |             |             |             |             |              |                  |                        |                    |
| 2014-2015        | Division 2 grp. B         | 6e/10       | 42 pts      | 18          | 7           | 3           | 8           | 66          | 73          | -7          | -            | 16e de finale    | -                      |                    |
| 2015-2016        | Division 2 grp. B         | 5e/10       | 42 pts      | 18          | 7           | 3           | 8           | 57          | 61          | -4          | -            | finale régionale | -                      |                    |
| 2016-2017        | Division 2 grp. B         | 8e/10       | 18 pts      | 18          | 5           | 3           | 10          | 59          | 76          | -17         | -            | finale régionale | -                      |                    |
| 2017-2018        | Division 2 grp. B         | 9e/9        | -2 pts      | 16          | 0           | 1           | 15          | 36          | 88          | -52         | -            | finale régionale | -                      |                    |
| 2018-2019        | Régional 1 Île-de-France  |             |             |             |             |             |             |             |             |             |              | phase régionale  | -                      |                    |

## Personnalités

### Dirigeants et entraîneurs
Jean-Pierre Sabani est un personnage très important de l'histoire du club. Il débute en 1998 en équipe de France de futsal (52 sélections jusqu'en 2006). En 2001, Sabani est le président-fondateur du Issy futsal. Il en devient tout de suite l'entraîneur-joueur. Stagiaire du centre de formation du RC Strasbourg, le gardien doit choisir entre le football et le futsal en 2000. Finaliste de la Coupe de France en 1999 avec l'AS Ararat Issy, il permet à l'Issy futsal de se hisser dans les meilleurs clubs de la discipline. Voix du futsal pour RTL et Eurosport, Sabani en est aussi chargé de développer au sein du District des Hauts-de-Seine et de la Ligue de Paris Île-de-France.
En 2010-2011, l'hispano-brésilien Marcelo Serpa est entraîneur-joueur de l'équipe première. Auparavant dans le championnat espagnol, il joue pour différents clubs et remportent toutes les compétitions possibles. En février 2011, celle-ci est première du groupe B de Championnat de France avec quinze victoires en autant de rencontres.

### Joueurs internationaux
Mustapha Otmani est un des premiers joueurs recrutés lors de la fondation et devient capitaine de l'équipe de France.
Riad Karouni, gardien aux 43 sélections en équipe de France futsal, débute la discipline au Issy futsal,.
David Le Boette arrive au club en 2009. Salarié de celui-ci, il devient international de futsal.
Adrien Gasmi enchaîne les buts sous les couleurs du Paris Métropole avant d'être sélectionné et de devenir un cadre de l'équipe de France.
Gardien du club, le belge David Morant participe à l'Euro 2014 avec sa sélection.